# Мересс, Жак
Жак Дезире́ Мере́сс (фр. Jacques Désiré  Mairesse, 27 февраля 1904 — 15 июня 1940) — французский футболист, защитник. Игрок сборной Франции, участник чемпионата мира 1934 года.
Был мобилизован во время Второй мировой войны, попал в плен, пытался бежать и был убит.

## Карьера

### Клубная
Жак Мересс начал играть в футбол в клубе «Сет». В 1932 году перешёл в «Ред Стар», в составе которого принимал участие в первом чемпионате страны. С 1935 года играл за «Страсбур». Карьера защитника прервалась с началом Второй мировой войны. В 1940 году Мересс был призван в армию и 15 июня погиб в городе Верон

при попытке освобождения из плена
.

### В сборной
В 1927—1934 годах Жак Мересс играл за сборную Франции. Дебютировал в команде 16 марта 1927 года в товарищеском матче с Португалией
.
После этого матча защитник не выступал за сборную до 1932 года, хотя и был в заявке команды на Олимпиаде—1928. Сыграл в матче против Австрии — единственном для французов на чемпионате мира—1934
.
Этот матч стал для Мересса последним в составе сборной Франции.
| Матчи Мересса за сборную Франции | Матчи Мересса за сборную Франции | Матчи Мересса за сборную Франции | Матчи Мересса за сборную Франции | Матчи Мересса за сборную Франции | Матчи Мересса за сборную Франции | Матчи Мересса за сборную Франции |
| -------------------------------- | -------------------------------- | -------------------------------- | -------------------------------- | -------------------------------- | -------------------------------- | -------------------------------- |
| №                                | Дата                             | Оппонент                         | Счёт                             | Голы Мересса                     | Соревнование                     |                                  |
| 1                                | 16 марта 1927                    | Португалия                       | 0:4                              | -                                | Товарищеский матч                |                                  |
| 2                                | 5 июня 1932                      | Югославия                        | 1:2                              | -                                | Товарищеский матч                |                                  |
| 3                                | 12 июня 1932                     | Румыния                          | 3:6                              | -                                | Товарищеский матч                |                                  |
| 4                                | 12 февраля 1933                  | Австрия                          | 0:4                              | -                                | Товарищеский матч                |                                  |
| 5                                | 10 мая 1934                      | Нидерланды                       | 5:4                              | -                                | Товарищеский матч                |                                  |
| 6                                | 27 мая 1934                      | Австрия                          | 2:3                              | -                                | ЧМ—1934                          |                                  |

Итого: 6 матчей; 1 победа, 0 ничьих, 5 поражений.